# Raionul Turuhansk
Raionul Turuhansk (în rusă Туруханский район) este un district (raion) administrativ și municipal, unul dintre cele patruzeci și patru de raioane ale ținutului Krasnoiarsk (Rusia). Este situat în partea de vest a ținutului și se învecinează cu raionul Taimîrski Dolgano-Nenețki la nord, raionul Evenkiski la est, raionul Eniseiski la sud și cu regiunea Tiumen la vest. Suprafața raionului este de 211.189 km2. Centrul său administrativ este localitatea rurală (selo) Turuhansk.
Populația raionului a avut următoarea dinamică: 19,257 (recensământul din 1989),  12,439 (recensământul din 2002) și 18,708  (recensământul din 2010). Populația satului Turuhansk reprezintă 24,9% din populația totală a raionului.

## Geografie
Pe teritoriul raionului curg următorii afluenți ai fluviului Enisei: râul Podkamennaia Tunguska, râul Bahta, râul Elogui, râul Nijniaia Tunguska, râul Turuhan și râul Kureika.

## Istorie
Raionul Turuhansk a fost fondat la 7 iunie 1928. Într-un sector al raionului a fost înființată în anul 1985 Rezervația naturală Siberia Centrală, ca zonă protejată a ecoregiunii Taigaua Siberiană Estică. În 2013 a fost deschis în satul Bahta un muzeu al tradițiilor taigalei.

## Diviziuni administrative
| Diviziune administrativă  | Nume rusesc               | Centru administrativ | Număr de locuri | Km2    | Locuitori (2017) |
| ------------------------- | ------------------------- | -------------------- | --------------- | ------ | ---------------- |
| Așezare urbană            |                           |                      |                 |        |                  |
| Igarka                    | город Игарка              | Igarka               | 1               | 117,20 | 4.754            |
| Așezări rurale            |                           |                      |                 |        |                  |
| Selsovietul Bor           | Борский сельсовет         | Bor                  | 4               | 598,88 | 2.574            |
| Selsovietul Verknheimbațk | Верхнеимбатский сельсовет | Verknheimbațk        | 2               | 751,43 | 510              |
| Selsovietul Vorogovo      | Вороговский сельсовет     | Vorogovo             | 3               | 24,62  | 1.377            |
| Selsovietul Zotino        | Зотинский сельсовет       | Zotino               | 1               | 200,00 | 447              |
| Selsovietul Svetlogorsk   | Светлогорский сельсовет   | Svetlogorsk          | 1               | 3,50   | 876              |
| Selsovietul Turuhansk     | Туруханский сельсовет     | Turuhansk            | 2               | 1,86   | 4.289            |
| Teritoriul extraurban     |                           |                      |                 |        |                  |
| Teritoriul extraurban     | Межселенная территория    |                      | 20              |        |                  |

## Administrație
În anul 2013 conducătorul raionului și președintele Consiliului Raional Turuhansk era Anatoli I. Goloded.

## Date demografice
Raionul Turuhansk este teritoriul populației ket, un grup etnic redus numeric și în declin a cărui limbă este considerată de unii lingviști ca fiind înrudită cu limbile na-dene ale indienilor din America de Nord. În prezent, majoritatea indigenilor care vorbesc încă limba ket mai trăiesc în doar trei localități: Kellog, Surgutiha și Maduika, toate trei situate pe teritoriul raionului Turuhansk.
Înainte de destrămarea Uniunii Sovietice, populația raionului era formată preponderent din lituanieni, germani, ruși, tătari și polonezi. Atunci când Uniunea Sovietică s-a destrămat, un număr mare ai membrilor acestor popoare s-au mutat înapoi în regiunile lor de proveniență, iar raionul s-a transformat într-o zonă aproape complet slavă populată de ucraineni, belaruși și ruși. În afara populațiilor slave, aproximativ 10% din populația raionului este formată din indigeni ket și câteva familii germane.

## Personalități
- Iosif Stalin (1879-1953) a trăit în exil pe teritoriul actualului raion înainte de Revoluția din Octombrie.[11]
- Aleksandr Kotusov (1955-2019), cântăreț folk, textier și compozitor de melodii în limba ket.[12]
- Vasilina Makovțeva (n. 1977), actriță de teatru și film.